# Mieke Groot
Maria Margaretha Cornelia Anna Groot (nascida em 21 de novembro de 1949) é uma artista holandesa que trabalha com vidro. O seu trabalho faz parte da colecção do Corning Museum of Glass, do National Glasmuseum em Leerdam, Holanda e do Victoria and Albert Museum em Londres, na Inglaterra.

## Biografia
Groot nasceu em Alkmaar e estudou joalharia artística contemporânea na Gerrit Rietveld Academie, em Amsterdão. Em 1976 abriu um estúdio na cidade, o General Glass. Mais tarde, na década de 1980, tornou-se directora do departamento de vidros da Rietveld Academie.
Durante a década de 2000 começou a produzir joias de vidro.